# Allocosa quadrativulva
Allocosa quadrativulva este o specie de păianjeni din genul Allocosa, familia Lycosidae. A fost descrisă pentru prima dată de Caporiacco, 1955.
Este endemică în Venezuela. Conform Catalogue of Life specia Allocosa quadrativulva nu are subspecii cunoscute.